# 门森
门森（德語：Möhnsen）是德国石勒苏益格－荷尔斯泰因州的一个市镇。总面积7.47平方公里，总人口556人，其中男性274人，女性282人（2011年12月31日），人口密度74人/平方公里。